# Dům Norimberský dvůr
Dům Norimberský dvůr, původního názvu Nürnberger Hof, stojí v městské památkové zóně v Moravské ulici v Karlových Varech. Stavba ve stylu německé pozdní gotiky byla dokončena v roce 1899.

## Historie
Dům byl postaven na místě původního barokního dvoupatrového domu nazvaného Grossherzog Karl (Velkovévoda Karel). Projekt pro realizaci vypracoval vídeňský architekt Karl Haybäck.

## Ze současnosti
V roce 2014 byl dům uveden v Programu regenerace Městské památkové zóny Karlovy Vary 2014–2024 v části II. (tabulková část 1–5 Přehledy) v seznamu 4. Navrhované objekty k zápisu do Ústředního seznamu nemovitých kulturních památek a v seznamu 5. Památkově hodnotné objekty na území MPZ Karlovy Vary, v obou s aktuálním stavem „vyhovující“.
V současnosti (listopad 2021) je dům evidován jako objekt občanské vybavenosti v majetku České republiky, příslušnost hospodařit s majetkem státu zde má Zařízení služeb pro Ministerstvo vnitra.

## Popis
Jedná se o pětipodlažní dům ve stylu německé pozdní gotiky. Nachází se v městské památkové zóně v centru lázeňské části města v ulici Moravská 239/4.
V architektonickém řešení lze spatřit charakteristické znaky i detaily architekta Haybäcka – arkýře, výrazné konzole balkonů, tordované (profilované ve tvaru šroubovice) dříky sloupků lodžií a portiku, šambrány oken s klenáky a zalamované štíty.
Dům Norimberský dvůr se sousedními objekty – čp. 220 Albatros, čp. 222 Tři bažanti, čp. 2018 balneoprovoz a čp. 2019 Tosca – je provozován jako součást lázeňského hotelu Tosca.